# Constantin P. Bogdan
Constantin P. Bogdan (n. 1910 – d. 1965) a fost un matematician român, cu contribuții în domeniul geometriei.

## Biografie
A fost fiul profesorului de chimie Petru Bogdan din Iași. A studiat la Iași, unde a urmat liceul (pe care l-a absolvit în 1928) și apoi Facultatea de Matematică pe care o finalizează în 1931.
În 1932 devine asistent la Catedra de Geometrie proiectivă condusă de Octav Mayer. În 1938 obține doctoratul în matematică, la Roma, sub conducerea profesorului Enrico Bompiani, iar în 1941 devine conferențiar la Catedra de Matematici generale la Universitatea din Iași. Ulterior, ocupă postul de profesor de matematici generale la Institutul de Măsurători Terestre din Iași.
În 1952, s-a pensionat în urma unei boli contractate în timpul celui de-al Doilea Război Mondial.

## Contribuții științifice
Activitatea sa se înscrie cu precădere în domeniul geometriei proiective.
A realizat o clasificare a familiilor uniparametrice de conice din spațiul tridimensional.
A studiat cuadricele care ulterior îi vor purta numele.
Lucrările sale sunt cuprinse în 15 memorii.